# 6612 Hachioji
6612 Hachioji eller 1994 EM1 är en asteroid i huvudbältet som upptäcktes den 10 mars 1994 av de japanska astronomerna Yoshio Kushida och Osamu Muramatsu vid Yatsugatake-Kobuchizawa-observatoriet. Den är uppkallad efter den japanska staden Hachiōji.
Asteroiden har en diameter på ungefär 4 kilometer och den tillhör asteroidgruppen Nysa.